# Stronie (stacja kolejowa)
Stronie – stacja kolejowa w Zakrzowie, w województwie małopolskim, w powiecie wadowickim. Według klasyfikacji PKP ma kategorię dworca lokalnego.

## Ruch pasażerski
| Rok  | Wymiana pasażerska na dobę |
| ---- | -------------------------- |
| 2017 | 20-49                      |
| 2022 | 20-49                      |